# Eurus Ridge
Eurus Ridge är en bergstopp i Antarktis. Den ligger i Östantarktis. Nya Zeeland gör anspråk på området. Toppen på Eurus Ridge är 1 163 meter över havet. Eurus Ridge ingår i Olympus Range.
Terrängen runt Eurus Ridge är bergig söderut, men norrut är den kuperad. Trakten är obefolkad. Det finns inga samhällen i närheten.